# Sant Fruitós de Bages
Sant Fruitós de Bages – gmina w Hiszpanii, w prowincji Barcelona, w Katalonii, o powierzchni 21,94 km². W 2011 roku gmina liczyła 8227 mieszkańców.